# HD 217107 b
HD 217107 b là một hành tinh ngoài Hệ Mặt Trời cách Trái Đất 65 năm ánh sáng trong chòm sao Song Ngư. Hành tinh này được phát hiện quay quanh ngôi sao HD 217107 khoảng bảy ngày một lần và được phân loại là Sao Mộc nóng. Nhờ vào quỹ đạo hơi lệch tâm của nó, các nhà khoa học đã phát hiện thêm được một hành tinh nữa trong hệ thống có tên HD 217107 c.

## Khám phá
Tương tự như hầu hết các hành tinh ngoài Hệ Mặt Trời từng được khám phá cho đến nay, hành tinh này đã được tìm thấy sau khi các nhà khoa học phát hiện sự thay đổi nhỏ trong vận tốc xuyên tâm của ngôi sao mà nó quay quanh, gây ra bởi tương tác hấp dẫn. Một nghiên cứu về tốc độ hướng tâm của ngôi sao HD 217107 được thực hiện vào năm 1998, nghiên cứu đã cho thấy chuyển động của hành tinh này dọc theo đường ngắm thị giác dao động trong khoảng 7,1 ngày một lần. Khoảng thời gian và biên độ của sự biến đổi trong chuyển động kể trên cho thấy nó được gây ra bởi một hành tinh đồng hành cùng quay quanh ngôi sao, với khối lượng tối thiểu lớn hơn một chút so với Sao Mộc. Khoảng cách trung bình của hành tinh với ngôi sao nhỏ hơn {\displaystyle {\frac {1}{5}}} khoảng cách của Sao Thủy so với Mặt trời.

### Dấu hiệu của hành tinh thứ hai
Trong khi hầu hết các hành tinh có chu kỳ quỹ đạo dưới 10 ngày có quỹ đạo gần như tròn, HD 217107 b có quỹ đạo hơi lệch tâm và các nhà khám phá đưa ra giả thuyết rằng điều này có thể là do ảnh hưởng của lực hấp dẫn của hành tinh thứ hai trong hệ thống ở khoảng cách xa vài đơn vị thiên văn (AU). Người ta chính thức công bố sự tồn tại của một hành tinh thứ hai, HD 217107 c vào năm 2005.